# Del Roy
 Del Roy  va ser un constructor estatunidenc de cotxes de competició. Va competir al campionat del món de la Fórmula 1 a 1 temporada, la de l'any 1953. Va disputar només la cursa del Gran Premi d'Indianapolis 500 i no va participar en cap més prova de la F1.

## Resultats a la F1
| Temporada | Pilot          | Classificació | Punts | Retirada | Resultats |
| --------- | -------------- | ------------- | ----- | -------- | --------- |
| 1953      | Johnny Thomson | Ret           |       | Encesa   | Resultats |